# Унковский, Андрей Алексеевич
Андрей Алексеевич Унковский (6 апреля 1928 года — 22 апреля 2021 года) — советский и российский учёный, педагог и художник, профессор кафедры живописи художественно-графического факультета Института изящных искусств МПГУ, заслуженный работник высшей школы России, заслуженный работник культуры России, кандидат педагогических наук, почетный работник МПГУ. Заведовал кафедрой 34 года, имел научно-педагогический стаж — 64 года.

## Биография
Родился 6 апреля 1928 года в Твери.
Переехал жить и работать в Москве.
Прадед художника - Унковский Алексей Михайлович - был известным лидером либеральной оппозиции второй половины XIX века, он активно выступал за освобождение крестьян и был одним из самых близких друзей М.Е. Салтыкова-Щедрина. По линии матери дед художника А.П. Федоров - выпускник Императорской Академии художеств, он так же, как и его отец, был городским и епархиальным архитектором Твери.
После войны, в 1945 году, Андрей Алексеевич поступил в Строгановское училище на факультет монументально-декоративной живописи, где он учился у Куприна Александра Васильевича и Герасимова Сергея Васильевича.
Он принимал непосредственное участие в становлении и развитии ХГФ МЗПИ и воспитал не одно поколение талантливых художников и педагогов изобразительного искусства. А.А. Унковский представил методическое теоретическое обоснование учебного процесса в области обучения предметам изобразительного искусства. А также преподавал такие дисциплины, как живопись, рисунок, руководил ВКР. Занимался научной деятельностью, известен как автор множества методических пособий и программ, основанных на лучших традициях русской художественной школы.
Принимал участие в создании мозаики на станции метро Киевская, её наземного вестибюля. А также в создании ряда панно для выставочных комплексов на ВДНХ. От росписи и мозаики постепенно пришел к станковой живописи в ней и работает по сей день.
Став в 1961 году членом МОСХа, А.А. Унковский много лет работал в различных жанрах, но оставался, прежде всего, пейзажистом. Он регулярно представляет свои работы на выставках МСХ, факультетских и персональных выставках.
В 1957 году Андрей Алексеевич начала работать в должности ассистента в МЗПИ по специальности черчение и рисование на полную ставку.

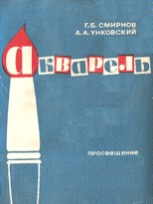
Г.Б. Смирнов, А.А. Унковский Акварель

В 1972 году Андрей Алексеевич защищает кандидатскую диссертацию в МГПИ имени В.И. Ленина на тему «Научно-теоретические проблемы методики обучения живописи при подготовке учителей изобразительного искусства» по специальности 13.731 - методика преподавания изобразительного искусства, научный руководитель - Ростовцев Николай Николаевич.
С 1975 – 2009 года на должность заведующего кафедрой живописи, в МЗПИ (переименован в 1992 году в МГОПИ, в 1995 в МГОПУ, в 2000 году в МГОПУ им М.А. Шолохова), в 2009 году в МГГУ имени М. А. Шолохова).
С 12 декабря 1985 года по 19 мая 1986 года исполнял обязанности декана ХГФ МЗПИ.
С 11 ноября 2009 года по 12 октября 2015 года работал в должности профессора кафедры рисунка и живописи (переименована в 2010 в кафедру художественного образования) МГГУ имени М. А. Шолохова.
С 12 октября 2015 года работает в должности профессора кафедры художественного образования художественно-графического факультета Института изящных искусств МПГУ  в связи с объединением двух вузов (МПГУ и МГГУ имени М. А. Шолохова).
В 2015 году Андрей Алексеевич решил представить свои работы в родном для московских художников зале - Галерее живописного искусства МСХ. Эта ретроспективная выставка является своего рода юбилейной и посвящена 60-летию творческой деятельности А.А. Унковского.
С 1 сентября 2016 года до конца жизни работал профессором на кафедре живописи ХГФ ИИИ МПГУ.
В 2019 году Андрею Алексеевичу присвоено звание Почетный работник МПГУ.
Андрей Алексеевич являлся одним из ведущих специалистов художественно- педагогического образования в России. С его именем связано становление и развитие подготовки учителей изобразительного искусства, приобретение ими профессионального мастерства, приобщение к художественным ценностям.
Работы А.А. Унковского находятся в галереях и частных собраниях России, Франции, Германии, Канаде, Америке, Испании.
Андрей Алексеевич Унковский умер 22 апреля 2021 года.

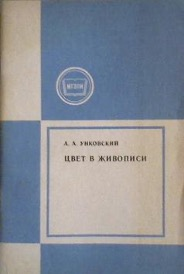
А.А. Унковский Цвет в живописи

## Награды
- Заслуженный работник высшей школы Российской Федерации
- Заслуженный работник культуры Российской Федерации